# Bonaparti.lv
Bonaparti.lv — оперный секстет латвийских теноров, образованный специально для конкурса песни Евровидение 2007, на котором они выступили как представители Латвии.

## О группе
Группа была образована в 2006, когда известный латвийский продюсер шведского происхождения, Кьелл Йенстиг, предложил шести известным тенорам объединиться в один коллектив для участия на национальном отборочном конкурсе для Евровидения 2007 («Eirodziesma 2007»). Один из участников новоиспечённого коллектива (Роберто Мелони), также являлся одним из участников поп-проекта «Pirates of the Sea» (которые впоследствии представили Латвию на Евровидение 2008).
Для отборочного конкурса была предложена песня на итальянском языке — «Questa notte». 3 февраля 2007 группа стала победительницей во втором полуфинале, а уже 24 февраля победительницей суперфинала (коллектив получил в три раза больше очков, чем занявший второе место Интарс Бусулис, с результатом 49422 балла). Всё это дало возможность группе представлять свою страну на предстоящем Евровидении, который проходил в г. Хельсинки, Финляндия.

## Участие на Евровидении
10 мая 2007 группа была допущена до финала, заняв в полуфинале пятое место с результатом в 168 баллов.
Композиция «Questa Notte» была исполнена в финале четырнадцатой (после участников из Франции и перед участницами из России). Песня финишировала шестнадцатой, получив 54 очка.

## Дискография

### Синглы
- Questa Notte (2007)